# Back to the Egg
Back to the Egg — девятый студийный альбом Пола Маккартни (седьмой и последний — для его группы Wings), выпущенный в июне 1979 года записывающей компанией Parlophone Records/EMI в Великобритании, Columbia Records — в США и Канаде. Диск поднялся до 6-го места в UK Albums Chart и до 8-го в США.

## Об альбоме
Во второй половине 1978 года Пол Маккартни приступил к поиску музыкантов, которые смогли бы заменить Джимми Маккаллоха и Джо Инглиша, покинувших Wings во время записи London Town. Дэнни Лейн наконец предложил кандидатуры Лоренса Жубера (Laurence Juber) и Стива Холли (Steve Holly). Первый из них был известен как искусный инструменталист, игравший с такими мэтрами, как Ширли Бэсси и Джон Уильямс. Холли сотрудничал с Элтоном Джоном.
Первым релизом нового состава Wings стал выпущенный в марте 1979 года сингл «Goodnight Tonight» («Daytime Nightime Suffering»), отмеченный диско-влиянием. Песня стала хитом в ночных клубах и в США поднялась до #5. Би-сайд, выдержанный в стиле реггей, многие сочли «скрытой жемчужиной». В июне 1978 года новый состав Wings приступил к работе над новым альбомом. Если в London Town были отчетливо слышны мотивы фолк-рока, то здесь Маккартни решил вернуться к корням, что и призван был отразить заголовок пластинки, Back To The Egg.

### Отзывы критики
Back to the Egg, согласно Allmusic, ознаменовал попытку Пола Маккартни вернуться к рок-н-роллу после софт-рокового London Town. «Коллекция самых невыдающихся песен сомнительного диапазона — от натужного стадионного рока (Old Siam, Sir) до стереотипного AC (Arrow Through Me)», — так охарактеризовал альбом рецензент Стивен Томас Эрлвайн. Частично, по его мнению, проблемой альбома было его слабое звучание и невыразительное инструментальное исполнение Wings, но корень проблемы критик усматривает в уровне качества песенного материала как такового. Неудивительно, отмечает он, что «после этой творческой неудачи Маккартни вернулся к карьере сольного исполнителя».

## Список композиций
Слова и музыка всех песен — Пол Маккартни, кроме «Again and Again and Again» (Дэнни Лэйн).
| №  | Название                    | Длительность |
| -- | --------------------------- | ------------ |
| 1. | «Reception»                 | 1:08         |
| 2. | «Getting Closer»            | 3:22         |
| 3. | «We’re Open Tonight»        | 1:28         |
| 4. | «Spin It On»                | 2:12         |
| 5. | «Again and Again and Again» | 3:34         |
| 6. | «Old Siam, Sir»             | 4:11         |
| 7. | «Arrow Through Me»          | 3:37         |

| №   | Название                         | Длительность |
| --- | -------------------------------- | ------------ |
| 8.  | «Rockestra Theme»                | 2:35         |
| 9.  | «To You»                         | 3:12         |
| 10. | «After The Ball / Million Miles» | 4:00         |
| 11. | «Winter Rose / Love Awake»       | 4:58         |
| 12. | «The Broadcast»                  | 1:30         |
| 13. | «So Glad to See You Here»        | 3:20         |
| 14. | «Baby’s Request»                 | 2:49         |

### Места в чартах
| Чарт (1979)                               | Место | Число недель |
| ----------------------------------------- | ----- | ------------ |
| Australian Kent Music Report              | 3     |              |
| VG-lista Albums Chart (top 20)            | 5     | 11           |
| Swedish Albums Chart(top 50)              | 5     | 7            |
| UK Albums Chart (top 60)                  | 6     | 15           |
| Japanese Oricon Weekly LP Chart (top 100) | 7     | 19           |
| U.S. Billboard 200                        | 8     | 24           |
| New Zealand Albums Chart (top 40)         | 9     | 16           |
| Austrian Albums Chart(top 25)             | 12    | 8            |